# Родное (Белогорский район)
Родно́е (до 1948 года Ота́ры; укр. Рідне, крымскотат.  Otar, Отар) — исчезнувшее село в Белогорском районе Республики Крым (согласно административно-территориальному делению Украины — Автономной Республики Крым), на северо-востоке района. Располагалось на северном склоне горного массива Кубалач Внутренней гряды Крымских гор, в районе истока реки Восточный Булганак, в Мурзакойской балке, примерно в 1 км восточнее современного села Дивное. Сейчас на месте села — хозяйственные постройки.

## История
В доступных документах село Отары впервые упоминается в Списке населённых пунктов Крымской АССР по Всесоюзной переписи 17 декабря 1926 года, согласно которому в селе Отары Тана-Гельдинского сельсовета Карасубазарского района, числилось 15 дворов, все крестьянские, население составляло 101 человек, все русские.
В годы Великой Отечественной войны в январе 1942 года, для ведения диверсионной деятельности и установления связи с частями Красной Армии, в районе села Отар были десантированы парашютисты. Добравшись до села парашютисты нашли ночлег, но были преданы местными жителями и расстреляны румынскими военными. Позже местные жители похоронили воинов у места расстрела.
В 1944 году, после освобождения Крыма от фашистов, 12 августа 1944 года было принято постановление № ГОКО-6372с «О переселении колхозников в районы Крыма», в исполнение которого в район завезли переселенцев: 6000 человек из Тамбовской и 2100 — Курской областей, а в начале 1950-х годов последовала вторая волна переселенцев из различных областей Украины. С 25 июня 1946 года селение в составе Крымской области РСФСР. Указом Президиума Верховного Совета РСФСР от 18 мая 1948 года, Отары переименовали в Родное. 26 апреля 1954 года Крымская область была передана из состава РСФСР в состав УССР. Время упразднения Сенновского сельсовета и переподчинения села Хлебновскому пока не установлено: на 15 июня 1960 года село уже числилось в его составе, как и Муромскому — известно, что это произошло до 1 января 1968 года. Решением Крымского облисполкома от 5 сентября 1985 года село Родное включено в состав села Дивное, при этом на 2009 год ещё числилось (без жителей) в составе сельсовета. Законом Республики Крым от 5 июня 2014 года № 15-ЗРК «Об установлении границ муниципальных образований и статусе муниципальных образований в Республике Крым» Родное в перечень действующих не включено.